# ADN de cadeia tripla
O DNA de cadeia tripla é uma estrutura de ADN na qual três oligonucleótidos se enrolam entre si para formar uma hélice tripla. Nesta estrutura, uma cadeia liga-se a uma dupla hélice de ADN de forma B através de ligações de hidrogénio.
Por exemplo, uma nucleobase T liga-se a um par de bases T-A através de ligações de hidrogénio entre um par AxT. Uma citosina protonada N-3, representada como N+, também pode formar um tripleto de bases com um par C-G através de ligações de hidrogénio de uma AxC+. Então, o ADN de hélice tripla usando estas ligações de hidrogénio consiste em duas homopirimidinas e uma homopurina, e a terceira cadeia de homopirimidina é paralela com a cadeia de homopurina.